# Noguera
Noguera – comarca (powiat) w zachodniej Katalonii w Hiszpanii, leżąca w prowincji Lleida. Siedzibą comarki jest Balaguer. Zajmuje powierzchnię 1784,06 km² i liczy 37 565 mieszkańców. Główną podstawą gospodarczą  regionu jest rolnictwo i chów zwierząt.

## Gminy
- Àger
- Albesa
- Algerri
- Alòs de Balaguer
- Artesa de Segre
- Les Avellanes i Santa Linya
- Balaguer
- La Baronia de Rialb
- Bellcaire d’Urgell
- Bellmunt d’Urgell
- Cabanabona
- Camarasa
- Castelló de Farfanya
- Cubells
- Foradada
- Ivars de Noguera
- Menàrguens
- Montgai
- Oliola
- Os de Balaguer
- Penelles
- Ponts
- Preixens
- La Sentiu de Sió
- Tiurana
- Torrelameu
- Térmens
- Vallfogona de Balaguer
- Vilanova de Meià
- Vilanova de l'Aguda